# إيه جي إم-159
إيه جي إم-159 (بالإنجليزية: AGM-159)‏ كان تصميم مقترح لصاروخ قدم في عام 1996، من قبل شركة ماكدونل دوغلاس (حالياً: شركة بوينغ) كمنافس في مشروع سلاح الجو الأميركي JASSM. تطوير الصاروخ توقف بعد تم اختيار صاروخ إيه جي إم-158 المقترح من لوكهيد مارتن لمزيد من التطوير في عام 1998.